# Ставищани
Ставища́ни — село в Україні, у Білогірській селищній територіальній громаді Шепетівського району Хмельницької області. Населення становить 317 осіб.
Біля села розташований Ставищанський гідрологічний заказник.

## Історія

### Стародавня історія
На території села виявлено знаряддя праці та зброю доби неоліту, бронзи та раннього заліза (VIII—VII ст. до н. ери).

### Середньовіччя
По Різдву Христовому на землях сучасного Верхнього Погориння, на яких розташовані Ставищани, проживали слов'янські племена дулібів, що в VI–VII ст. створили одну з перших праукраїнських державних формацій і яка була зруйнована навалою азійської аварської орди.
Після знищення Аварського каганату у ІХ ст. королем франків Карлом Великим прямі нащадки дулібів — волиняни, відновили  тут слов'янську державність.
Протягом Х ст. землі сучасних Ставищан, як і вся тодішня Волинь, увійшли до складу Київської Русі вже як складова Володимирського князівства. Волиняни стали одним з базових компонентів формування українського (русинського) етносу і є предками сучасного корінного українського населення села Ставищани та навколишніх сіл і містечок.
В ХІІ ст. за навколишні землі внаслідок феодального дроблення Київської Русі точилася боротьба між галицькими, волинськими, а пізніше і київськими князями.
З 1199 року землі сучасних Ставищан стали частиною об'єднаного Галицько-Волинського князівства, яке очолював князь Роман Мстиславич.
З 1212 року майбутня Ставищанщина знаходиться у складі переданого Лешком Білим Володимирського (Волинського) князівства на чолі з кн. Олександром Белзським.
В 1253 році навколишні землі увійшли до складу Галицько-Волинського королівства Русі — першого в історії України українського королівства, яке очолив перший український король Данило Галицький.
По занепаді в середині XIV ст. українського королівства — Галицько-Волинського королівства, майбутні Ставищанські землі разом з усією Волинською Україною увійшли до складу Великого Князівства Литовського.

### Новітня історія
Давня назва села — Уніїв, до 1945 року — Войнегове. Село було центром Уніївської волості Острозького повіту Волинської губернії.
Село згадується в письмовому акті від 6 лютого 1681 року. Це був купчий документ, оформлений Андрієм Ліщинським.
В селі були волосне управління і фельдшер. Дворів було 81, де проживало 669 душ православних, 43 душі римо-католиків та 8 душ жидів. Власником земель і невеличкого ставу був поміщик С. П. Малиновський.
7 (20) листопада 1917 року, відповідно до Третього Універсалу Української Центральної Ради, увійшло до складу Української Народної Республіки.
22 травня 2015 року в Ставищанах пройшли збори місцевої сільської релігійної громади — щодо визначення релігійної юрисдикції вірян в селі. Переважна більшість обрала УПЦ Київського Патріархату. До релігійної громади входить також село Кащенці, жителі якого підтримали ставищан
12 червня 2020 року, відповідно до розпорядження Кабінету Міністрів України № 727-р «Про визначення адміністративних центрів та затвердження територій територіальних громад Хмельницької області», увійшло до складу Білогірської селищної громади.
19 липня 2020 року, в результаті адміністративно-територіальної реформи та ліквідації Білогірського району, село увійшло до складу новоутвореного Шепетівського району.

## Населення
За переписом населення України 2001 року в селі мешкало 399 осіб.
У 2020 році чисельність населення становила ▼317 осіб.

## Історико-культурні пам'ятки
Маєток графів Левандовських, тепер приміщення ставищанської лікарні.
Дерев'яна Православна церква в центральній частині села, розібрана за радянської влади.
Приміщення початкової школи.
Городище-"замчисько" в південній околиці села.

## Галерея

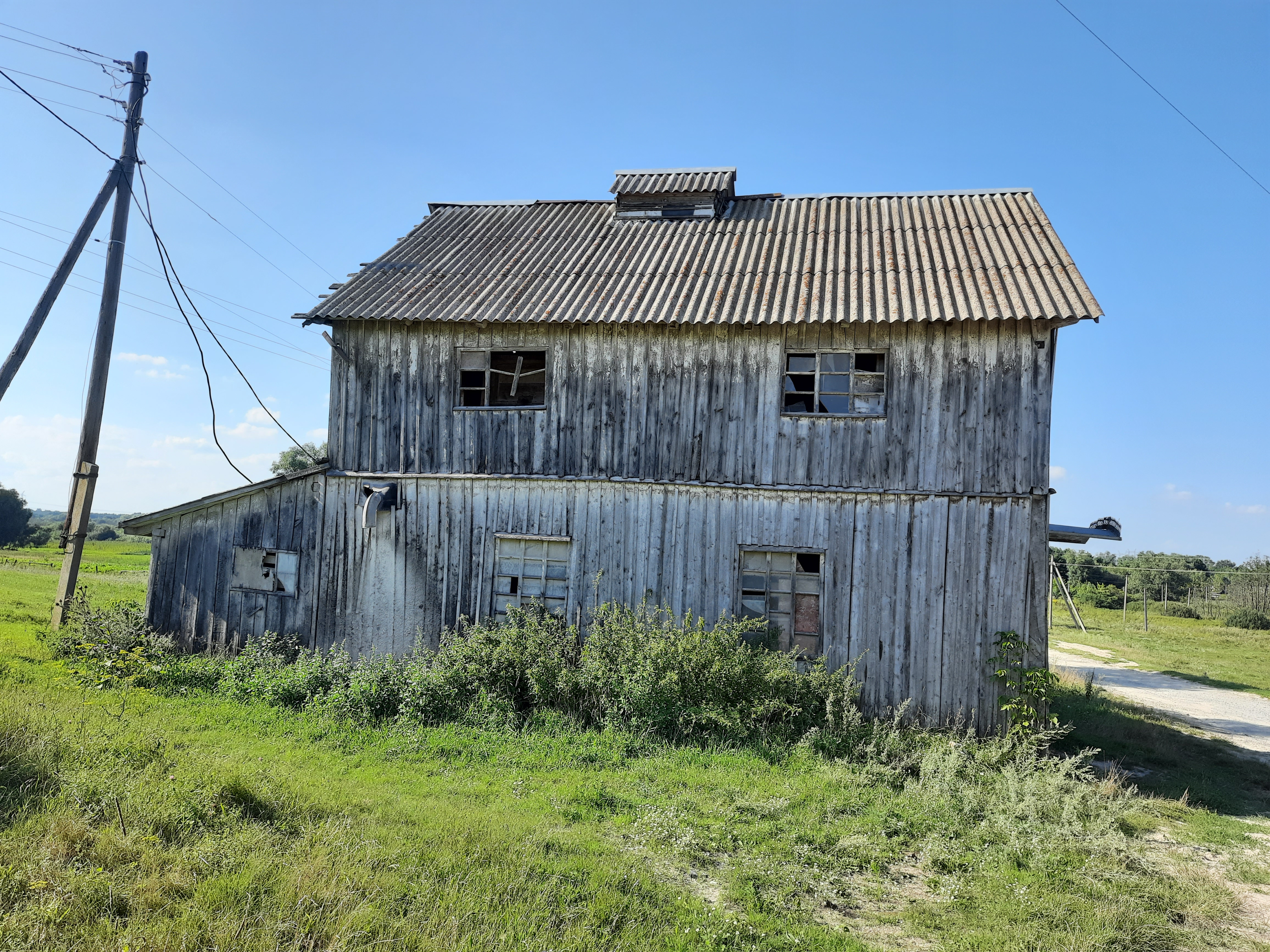
Дерев'яний млин
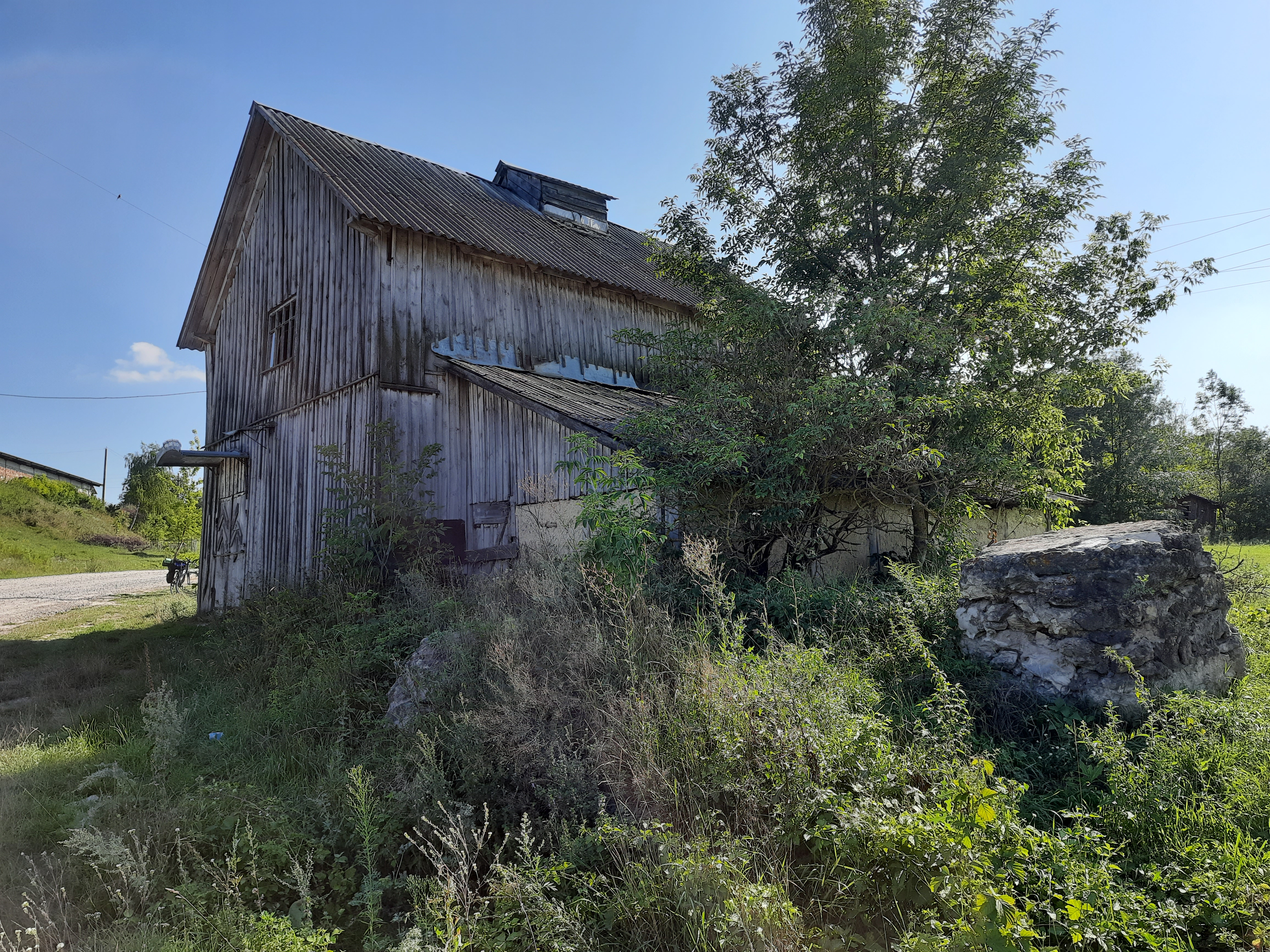
Дерев'яний млин